# Ferré
Ferré é uma comuna francesa na região administrativa da Bretanha, no departamento Ille-et-Vilaine. Estende-se por uma área de 16,73 km². Em 2010 a comuna tinha 704 habitantes (densidade: 42,1 hab./km²).